# Großer Preis von Vietnam
Der Große Preis von Vietnam sollte ursprünglich erstmals 2020 ausgetragen werden, wurde aber wegen der COVID-19-Pandemie abgesagt. Das Rennen sollte auf dem Hanoi Street Circuit in Hanoi, der Hauptstadt von Vietnam, stattfinden.

## Geschichte
Die Pläne für ein Formel-1-Rennen in Vietnam wurden zunächst von dem früheren Geschäftsführer der Formula One Group, dem Briten Bernie Ecclestone, geprüft, der die Idee schließlich aufgab, da es bereits fünf Rennen in Asien gab (seitdem ist der Große Preis von Malaysia vom Kalender verschwunden). Ecclestone räumte auch ein, dass das Scheitern der Großen Preise von Korea (2010–2013) und Indien (2011–2013) ihn an einem Rennen in Vietnam zweifeln ließ.
Die Idee wurde wiederbelebt, nachdem Liberty Media im Januar 2017 die kommerziellen Rechte an der Formel 1 von CVC Capital Partners erworben hatte. Der Große Preis von Vietnam wurde im November 2018 angekündigt und sollte der erste neue Grand Prix unter Liberty Medias Besitz werden. Die Premiere des Großen Preises von Vietnam war eigentlich für den 5. April 2020 im Rahmen eines mehrjährigen Vertrages geplant. Allerdings musste sie aufgrund der COVID-19-Pandemie zunächst verschoben werden.
Am 16. Oktober wurde schließlich die endgültige Absage für 2020 bekanntgegeben. Auch in den Rennkalendern der folgenden Saisons wurde der Grand Prix in Folge eines Korruptionsskandals im politischen Umfeld der Stadt nicht mehr berücksichtigt.